# Диденко, Виталий Михайлович
Виталий Михайлович Диденко (род. 27 октября 1986 года) — заслуженный мастер спорта Республики Казахстан (гиревой спорт).

## Карьера
- двукратный чемпион мира среди молодежи (Россия, 2005 год; Россия, 2006 год)
- чемпион мира среди мужчин в возрастной категории до 23 лет (Италия, 2008 год)
- четырёхкратный чемпион мира по гиревому спорту среди мужчин (Украина, 2007 год; США, 2007 год; Эстония, 2009 год; Литва, 2012 год).
- серебряный призёр чемпионата мира среди молодежи (Россия, 2005 год)
- семикратный серебряный призёр чемпионата мира среди мужчин.
- бронзовый призёр чемпионата мира по гиревому спорту среди мужчин (Украина, 2007 год).
- пятикратный серебряный призёр чемпионата Европы
- абсолютный рекордсмен РК в классическом двоеборье
- 16-кратный рекордсмен РК по гиревому спорту в классическом двоеборье (толчок, рывок и сумма)
- восьмикратный абсолютный чемпион РК по гиревому спорту в классическом двоеборье.
- чемпион II республиканской универсиады по гиревому спорту и армрестлингу (2008 год, Усть-Каменогорск).
- трёхкратный чемпион Вооруженных сил РК по гиревому спорту и армрестлингу.
- чемпион Европы по гиревому спорту (2010 год, Литва).
- серебряный призёр VII Спартакиады дружественных армий государств-участников СНГ (Россия, 2010 год).
- серебряный призёр чемпионата мира 2011 года в Нью-Йорке (США).
- чемпион Спартакиады дружественных армий государств-участников СНГ (Казахстан, 2012 год).
- чемпион V Всемирных Игр по гиревому спорту, проходивших в городе (Шяуляй, Литва, 2012)
- 25-кратный чемпион РК по гиревому спорту (классическое двоеборье и длинный цикл).

Максимальные результаты, показанные на соревнованиях:
- классический толчок — 146 подъёмов
- классический рывок — по 212 подъёмов на обе руки

Лучшая соревновательная сумма 230,5 подъёмов, максимальный соревновательный результат в длинном цикле — 84 подъёма.